# Federica Brignone
Federica Brignone (Milaan, 14 juli 1990) is een Italiaanse alpineskiester die is gespecialiseerd in de slalom en de reuzenslalom. Ze nam deel aan vier Olympische Spelen en haalde hierbij drie medailles. In 2023 werd ze wereldkampioene op de alpine combinatie en in 2025 op de reuzenslalom. In 2020 en 2025 won ze de algemene Wereldbeker alpineskiën en in vier seizoenen samen vijf bekers op verschillende onderdelen.

## Carrière
Brignone maakte haar wereldbekerdebuut in december 2007 in het Oostenrijkse Lienz. Op de wereldkampioenschappen alpineskiën voor jeugd 2009 in Garmisch-Partenkirchen veroverde ze goud op de combinatie. Bij de openingswedstrijd op de reuzenslalom van het seizoen 2009/2010 in Sölden scoorde de Italiaanse haar eerste wereldbekerpunten. Vijf weken later stond ze na de reuzenslalom in Aspen voor de eerste maal in haar carrière op het podium van een wereldbekerwedstrijd. Tijdens de Olympische Winterspelen 2010 nam ze deel aan de reuzenslalom. Na de eerste run stond ze op een 20e plaats. In de tweede run was Brignone goed voor een 9e tijd, zodat ze in het eindklassement achttiende eindigde.
Op de wereldkampioenschappen alpineskiën 2011 in Garmisch-Partenkirchen veroverde Brignone de zilveren medaille op de reuzenslalom. In Sotsji nam de Italiaanse deel aan de Olympische Winterspelen 2014. Op de supercombinatie eindigde ze op de 11e plaats.
Tijdens de wereldkampioenschappen alpineskiën 2015 in Beaver Creek eindigde Brignone als negentiende op de slalom. Op 24 oktober 2015 boekte de Italiaanse in Sölden haar eerste wereldbekerzege. Op de wereldkampioenschappen alpineskiën 2017 in Sankt Moritz eindigde ze als vierde op de reuzenslalom, als zevende op de alpine combinatie, als achtste op de Super G en als 24e op de slalom. Tijdens de Olympische Winterspelen van 2018 in Pyeongchang veroverde Brignone de bronzen medaille op de reuzenslalom, daarnaast eindigde ze als zesde op de Super G en als achtste op de alpine combinatie.
In Åre nam de Italiaanse deel aan de wereldkampioenschappen alpineskiën 2019. In het seizoen 2019/2020 won ze voor de eerste maal in haar carrière de algemene wereldbeker. Op dit toernooi eindigde ze als vijfde op de reuzenslalom, als zesde op de Super G en als tiende op de alpine combinatie. Op de wereldkampioenschappen alpineskiën 2021 in Cortina d'Ampezzo eindigde Brignone als zesde op de parallelslalom en als tiende op de Super G.

## Resultaten

### Olympische Spelen
| Jaar | Plaats      | Resultaten                                                                           |
| ---- | ----------- | ------------------------------------------------------------------------------------ |
| 2010 | Vancouver   | 18e Reuzenslalom                                                                     |
| 2014 | Sotsji      | 11e Supercombinatie DNF1 Reuzenslalom DNF2 Slalom                                    |
| 2018 | Pyeongchang | Reuzenslalom · 6e Super G · 5e Landenwedstrijd · 8e Alpine combinatie · DNF Afdaling |
| 2022 | Peking      | Reuzenslalom · Alpine combinatie · 7e Super G · 8e Landenwedstrijd · DNF2 Slalom     |

### Wereldkampioenschappen
| Jaar | Plaats                 | Resultaten                                                                         |
| ---- | ---------------------- | ---------------------------------------------------------------------------------- |
| 2011 | Garmisch-Partenkirchen | Reuzenslalom · DNF1 Slalom                                                         |
| 2015 | Beaver Creek           | 19e Slalom DNF1 Reuzenslalom                                                       |
| 2017 | Sankt Moritz           | 4e Reuzenslalom 7e Alpine combinatie 8e Super G 24e Slalom                         |
| 2019 | Åre                    | 5e Reuzenslalom 6e Alpine combinatie 10e Super G                                   |
| 2021 | Cortina d'Ampezzo      | 6e Parallelslalom 10e Super G DNF2 Alpine combinatie DNF1 Reuzenslalom DNF1 Slalom |
| 2023 | Courchevel-Méribel     | Alpine combinatie · Reuzenslalom · 8e Super G                                      |
| 2025 | Saalbach               | Reuzenslalom · Super G · 10e Afdaling                                              |

### Wereldbeker
Eindklasseringen
| Seizoen   | Algm   | AD    | SL  | RS     | SG     | PAR    | SC   |
| --------- | ------ | ----- | --- | ------ | ------ | ------ | ---- |
| 2009/2010 | 43e    | -     | -   | 12e    | -      |        | -    |
| 2010/2011 | 26e    | -     | -   | 5e     | 44e    | 36e    |      |
| 2011/2012 | 20e    | -     | 55e | 6e     | 49e    | 20e    |      |
| 2012/2013 | 103e   | -     | -   | -      | -      | 30e    |      |
| 2013/2014 | 31e    | -     | 50e | 9e     | -      | -      |      |
| 2014/2015 | 20e    | -     | 39e | 7e     | 17e    | -      |      |
| 2015/2016 | 8e     | 43e   | 39e | 4e     | 6e     | 17e    |      |
| 2016/2017 | 5e     | 27e   | 46e | 4e     | 8e     | Zilver |      |
| 2017/2018 | 11e    | 24e   | 50e | 5e     | 6e     | Brons  |      |
| 2018/2019 | 6e     | 21e   | 39e | 5e     | 8e     | Goud   |      |
| 2019/2020 | Goud   | Brons | 36e | Goud   | Zilver | Brons  | Goud |
| 2020/2021 | 7e     | 19e   | 32e | 5e     | Zilver | 7e     |      |
| 2021/2022 | Brons  | 14e   | 38e | 6e     | Goud   | -      |      |
| 2022/2023 | 4e     | 14e   | 48e | 5e     | Zilver |        |      |
| 2023/2024 | Zilver | 5e    | 54e | Zilver | Zilver |        |      |
| 2024/2025 | Goud   | Goud  | -   | Goud   | Zilver |        |      |

Wereldbekerzeges
| Nr | Datum      | Plaats                 | Onderdeel         |
| -- | ---------- | ---------------------- | ----------------- |
| 01 | 24/10/2015 | Sölden                 | Reuzenslalom      |
| 02 | 27/02/2016 | Soldeu                 | Super G           |
| 03 | 24/01/2017 | Kronplatz              | Reuzenslalom      |
| 04 | 24/02/2017 | Crans-Montana          | Alpine combinatie |
| 05 | 19/03/2017 | Aspen                  | Reuzenslalom      |
| 06 | 29/12/2017 | Lienz                  | Reuzenslalom      |
| 07 | 13/01/2018 | Bad Kleinkirchheim     | Super G           |
| 08 | 03/03/2018 | Crans-Montana          | Alpine combinatie |
| 09 | 24/11/2018 | Killington             | Reuzenslalom      |
| 10 | 24/02/2019 | Crans-Montana          | Alpine combinatie |
| 11 | 17/12/2019 | Courchevel             | Reuzenslalom      |
| 12 | 12/01/2020 | Altenmarkt-Zauchensee  | Alpine combinatie |
| 13 | 18/01/2020 | Sestriere              | Reuzenslalom      |
| 14 | 02/02/2020 | Sotsji                 | Super G           |
| 15 | 23/02/2020 | Crans-Montana          | Alpine combinatie |
| 16 | 28/02/2021 | Val di Fassa           | Super G           |
| 17 | 12/12/2021 | Sankt Moritz           | Super G           |
| 18 | 16/01/2022 | Altenmarkt-Zauchensee  | Super G           |
| 19 | 30/01/2022 | Garmisch-Partenkirchen | Super G           |
| 20 | 20/03/2022 | Méribel                | Reuzenslalom      |
| 21 | 14/01/2023 | Sankt Anton am Arlberg | Super G           |
| 22 | 02/12/2023 | Mont Tremblant         | Reuzenslalom      |
| 23 | 03/12/2023 | Mont Tremblant         | Reuzenslalom      |
| 24 | 17/12/2023 | Val d'Isère            | Super G           |
| 25 | 03/03/2024 | Kvitfjell              | Super G           |
| 26 | 09/03/2024 | Åre                    | Reuzenslalom      |
| 27 | 16/03/2024 | Saalbach-Hinterglemm   | Reuzenslalom      |
| 28 | 26/10/2024 | Sölden                 | Reuzenslalom      |
| 29 | 28/12/2024 | Semmering              | Reuzenslalom      |
| 30 | 11/01/2025 | Sankt Anton am Arlberg | Afdaling          |
| 31 | 19/01/2025 | Cortina d'Ampezzo      | Super G           |
| 32 | 25/01/2025 | Garmisch-Partenkirchen | Afdaling          |
| 33 | 21/02/2025 | Sestriere              | Reuzenslalom      |
| 34 | 22/02/2025 | Sestriere              | Reuzenslalom      |
| 35 | 02/03/2025 | Kvitfjell              | Super G           |
| 36 | 08/03/2025 | Åre                    | Reuzenslalom      |
| 37 | 14/03/2025 | La Thuile              | Super G           |